# Cernotina pallida
Cernotina pallida là một loài Trichoptera trong họ Polycentropodidae. Chúng phân bố ở miền Tân bắc.